# Saint-Samson-la-Poterie
Saint-Samson-la-Poterie ist eine französische Gemeinde mit 231 Einwohnern (Stand 1. Januar 2022) im Département Oise in der Region Hauts-de-France. Die Gemeinde liegt im Arrondissement Beauvais und ist Teil der Communauté de communes de la Picardie Verte und des Kantons Grandvilliers.

## Geographie
Die Gemeinde, die den Namenszusatz „la Poterie“ erst seit 1961 trägt, liegt am nördlichen Ufer des Thérain und umfasst auf der Südseite des Tals einen Teil des Walds Bois de Mercastel.

## Einwohner
| 1962 | 1968 | 1975 | 1982 | 1990 | 1999 | 2006 | 2011 |
| ---- | ---- | ---- | ---- | ---- | ---- | ---- | ---- |
| 354  | 340  | 257  | 214  | 196  | 238  | 246  | 255  |

## Verwaltung
Bürgermeister (maire) ist seit 2008 Pascal Maillard.

## Sehenswürdigkeiten

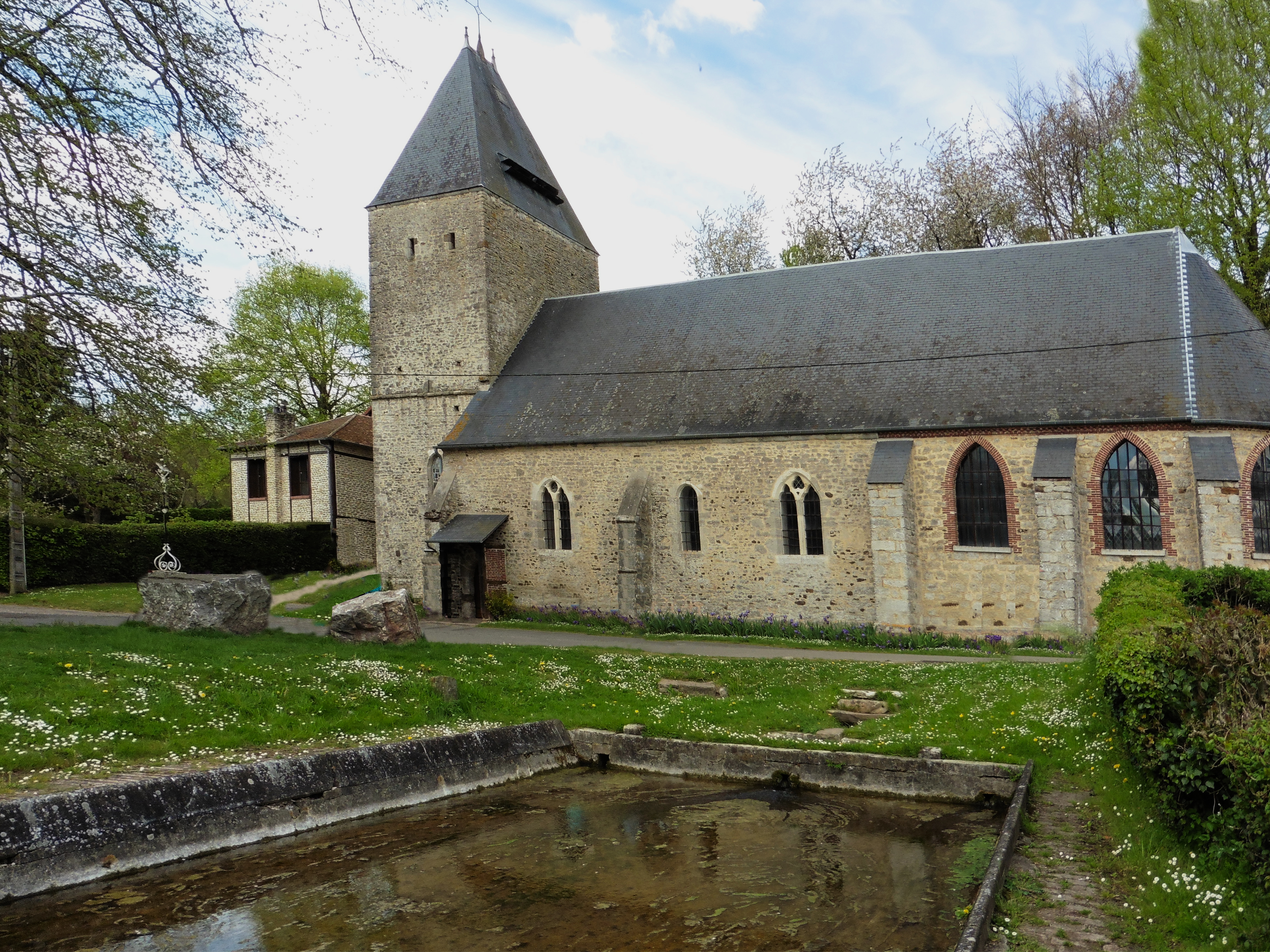
Kirche Saint-Samson

- Kirche Saint-Samson
- Ehemaliges Waschhaus
- Mühle